# Ćwiczenia taktyczno-specjalne
Ćwiczenia taktyczno-specjalne – typ ćwiczenia, które należy stosować w szkoleniu bojowym pododdziałów do batalionu lub dywizjonu rodzajów wojsk włącznie. To ćwiczenia pododdziałów łączności, logistycznych, artylerii, rozpoznania itp. 

## Charakterystyka ćwiczeń
Ćwiczenia taktyczno-specjalne (łączności, logistyczne, artyleryjskie, rozpoznawcze, itp.) to rodzaj ćwiczenia, który stosowany jest w szkoleniu bojowym pododdziałów rodzajów wojsk i służb od plutonu do batalionu.
- Celem ćwiczeń jest zgrywanie dowództw i pododdziałów rodzajów wojsk w warunkach zbliżonych do rzeczywistych oraz wyrabianie nawyków i umiejętności niezbędnych w walce[2][3].
- Istotą tych ćwiczeń jest realizacja zadań taktycznych oraz ogniowych wynikających z wojennego przeznaczenia pododdziałów rodzajów wojsk. Zgrywane systemy powinny dotyczyć także sposobu wykorzystania środków walki w ramach zabezpieczenia bojowego[2].
- Treścią ćwiczeń jest szkolenie, doskonalenie, trenowanie, zgrywanie dowódców wszystkich szczebli dowodzenia rodzaju sił i wojsk uczestniczących w ćwiczeniu w zakresie koordynacji dowodzenia i działań[2].